# Opecarcinus hypostegus
Opecarcinus hypostegus är en kräftdjursart som först beskrevs av Shaw och Hopkins 1977.  Opecarcinus hypostegus ingår i släktet Opecarcinus och familjen Cryptochiridae. Inga underarter finns listade i Catalogue of Life.